# 安尼巴莱·弗罗西
安尼巴莱·弗罗西（義大利語：Annibale Frossi，1911年7月6日—1999年2月26日），意大利男子足球运动员。他曾代表意大利国家队参加1936年夏季奥林匹克运动会足球比赛，获得金牌。